# Uxbridge (Kanada)
Uxbridge – gmina (ang. township) w Kanadzie, w prowincji Ontario, w regionie Durham. Jest ono częścią Durham Regional Municipality znajdującą się na północny wschód od Toronto.
Spis powszechny 2001 Statistics Canada podaje następujące dane na temat miasta:
- Ludność: 17 377
- % wzrost ludności (1996–2001): 9,4
- Domostwa: 6094
- Powierzchnia: 420,65 km²
- Gęstość zaludnienia na km²: 41,3